# Bitwa w zatoce Hampton Roads

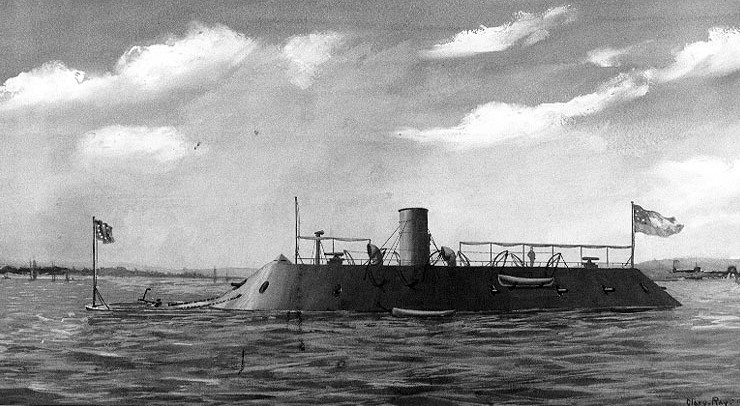
Wizja artystyczna CSS "Virginii"

Wizja artystyczna USS „Monitor”

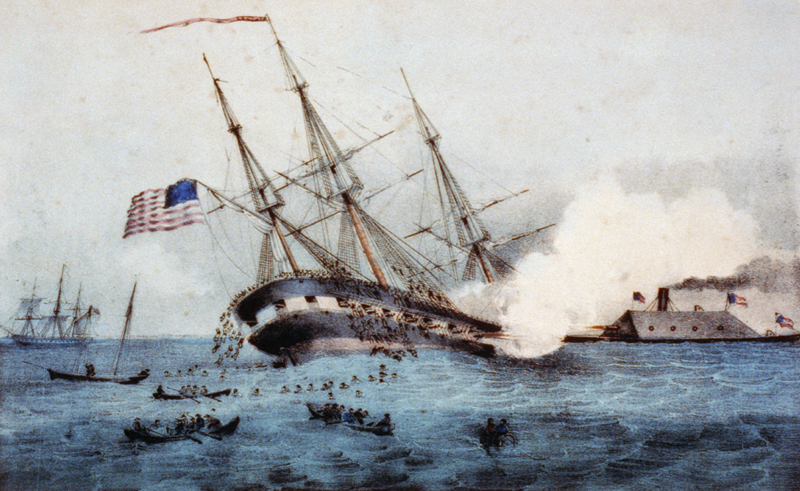
„Virginia” taranuje „Cumberland”

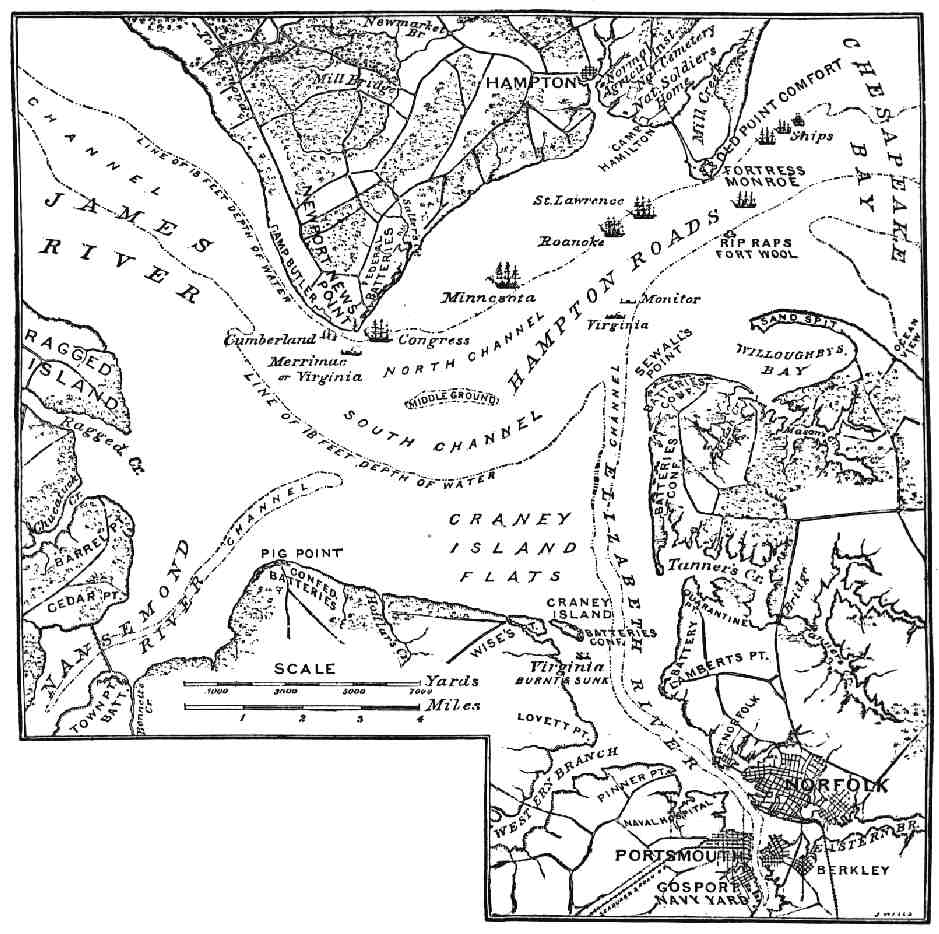
Mapa akwenu starcia

Bitwa w zatoce Hampton Roads – bitwa morska stoczona przez okręty Unii i Konfederacji podczas wojny secesyjnej w USA, rozegrana w dniach 8–9 marca 1862 roku. Było to pierwsze starcie okrętów pancernych w historii. Bitwa rozpoczęła kampanię półwyspową.

## Podłoże
Zaraz po rozpoczęciu wojny domowej, siły morskie Unii rozpoczęły blokadę morską wybrzeży stanów południowych. Ponieważ Południe nie miało znacznej marynarki wojennej, Unia zdecydowanie panowała na morzu. Zatoka Hampton Roads była szczególnie istotnym dla działań wojennych akwenem, gdyż uchodzi do niej droga wodna rzeki James prowadząca z miasta Richmond (stolicy Konfederacji), a w pobliżu, poprzez Zatokę Chesapeake, wychodzą na Atlantyk szlaki wodne z Waszyngtonu (stolicy Unii) i Baltimore.
Już na początku wojny, w kwietniu 1861 roku, po przystąpieniu do Konfederacji stanu Virginia, w ręce południowców dostały się główne doki i zbrojownia amerykańskiej marynarki wojennej w Norfolk, położonym nad rzeką Elizabeth tuż przy Hampton Roads. W Norfolku przechodziła właśnie remont parowa fregata USS „Merrimack”, o napędzie śrubowym, lecz przed opanowaniem przez konfederatów została ona spalona i zatopiona.
Dążąc do zniesienia blokady, konfederaci zdecydowali wyremontować „Merrimacka”, przebudowując go na okręt pancerny. Zamiast wypalonej części nadwodnej, okręt otrzymał potężną kazamatę z bali dębowych, pokrytych pancerzem z płyt żelaznych grubości 50 mm, nachylonych pod kątem. Uzbrojenie składało się z 10 dział kalibru od 162 do 229 mm, umieszczonych w strzelnicach z przodu i po bokach kazamaty. Okręt posiadał ponadto taran. Przebudowywany okręt otrzymał nową nazwę CSS "Virginia" (w licznych publikacjach, w ślad za propagandą Unii, nazywany jest jednak niepoprawnie „Merrimack”). Wadą „Virginii” były niska dzielność morska i duże zanurzenie – około 7 m.
Dowiedziawszy się o budowie „Virginii”, kierownictwo marynarki Północy, nie mając okrętów pancernych, pośpiesznie zamówiło budowę okrętu, który mógłby stawić jej czoła. Wybrano śmiały i nowatorski projekt szwedzkiego konstruktora Johna Ericssona. Jego okręt, nazwany USS „Monitor”, charakteryzował się bardzo niskimi opancerzonymi burtami. Mała powierzchnia burt wystawała nad powierzchnię wody, wobec czego okręt stanowił niewielki cel. Jedynym wystającym elementem była duża obrotowa wieża artyleryjska z dwoma działami kalibru 279 mm.
Przez następnych kilka miesięcy trwał „wyścig” obu stron w celu jak najszybszego osiągnięcia stanu gotowości okrętów. Pierwszy został ukończony „Monitor” i od razu, bez wcześniejszych prób, 6 marca 1862 roku wyszedł w morze. Jednakże, ponieważ był on budowany w Nowym Jorku, do miejsca spodziewanego starcia musiał przejść morzem.

## Pierwsza faza bitwy
Dwa dni później, 8 marca, konfederaci ukończyli budowę „Virginii”. Także bez żadnych prób, ani ćwiczeń załogi, jeszcze tego samego dnia okręt opuścił zakłady w Norfolk i w asyście dwóch uzbrojonych holowników („Beaufort” i „Raleigh”) skierowany został na wody Hampton Roads.
Tego dnia na Hampton Roads służbę blokadową pełniły dwie duże śrubowe fregaty USS „Minnesota” i USS „Roanoke” (okręty bliźniacze oryginalnego „Merrimacka”) oraz żaglowe fregaty USS „Congress”, USS „Cumberland” i USS „St. Lawrence”. Około godziny 13 „Virginia” wypłynęła na wody zatoki i podążyła na zachód w kierunku ujścia rzeki James, otwierając przy tym ogień do fregaty USS „Congress”. Pociski z dział fregaty odbijały się od pochyłego pancerza „Virginii”, która skierowała się na fregatę „Cumberland”, taranując ją i powodując jej zatonięcie. Po zatopieniu „Cumberlanda”, okręt konfederatów powrócił do „rozstrzeliwania” fregaty USS „Congress”, niemającej większych szans na ucieczkę ani obronę, wywołując w krótkim czasie jej pożar. Płonący „Congress” w nocy wyleciał w powietrze.
Trzy pozostałe fregaty usiłowały podpłynąć z pomocą, lecz z powodu płytkich wód i odpływu weszły na mieliznę, na której ostatecznie utknęła „Minnesota”. Ku niej teraz skierowała się „Virginia” z dwiema kanonierkami bocznokołowymi CSS „Patrick Henry” i CSS „Jamestown”, które wypłynęły z odblokowanej rzeki James. Jednakże, z uwagi na duże zanurzenie „Virginii”, podejście do „Minnesoty” wiązało się także dla niej z ryzykiem utknięcia, więc otwarła jedynie ogień z dużej odległości (1800 m), który nie okazał się skuteczny. W końcu, dowódca „Virginii” kapitan Catesby Jones wycofał się z walki ku brzegowi zatoki zajętemu przez konfederatów, postanawiając zniszczyć resztę eskadry Unii następnego dnia podczas przypływu, co wydawało się łatwym zadaniem.

## Druga faza bitwy
Rano 9 marca „Virginia” podniosła kotwicę i ponownie ruszyła w stronę „Minnesoty”. Jednakże, w jej stronę ruszył niespodziewany przeciwnik - USS „Monitor” – który zdołał dopłynąć w nocy na Hampton Roads i zajął pozycję obok „Minnesoty”. Dowodził nim kapitan John Worden.

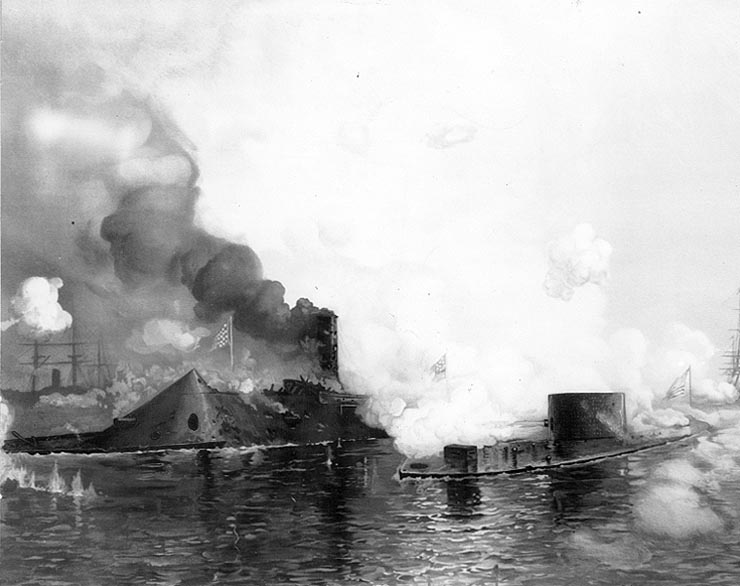
Wizja artystyczna starcia „Monitora” i „Virginii”

Pierwsza otworzyła ogień „Virginia”, następnie „Monitor”. Przez następne kilka godzin oba okręty pancerne toczyły pojedynek w niewielkiej odległości. Oba zostały trafione około 20 razy, jednakże żaden z pocisków nie przebił pancerza przeciwnika. W toku walki „Virginia” usiłowała taranować przeciwnika, lecz mniejszy „Monitor” dzięki większej zwrotności unikał jej ciosów.
Widząc trudność w pokonaniu „Monitora”, dowódca „Virginii” postanowił zniszczyć unieruchomioną „Minnesotę”. Ostrzeliwując „Minnesotę” i wywołując na niej pożar, „Virginia” weszła jednak na mieliznę i sama została unieruchomiona. W tym czasie, „Monitor”, o znacznie mniejszym zanurzeniu, ostrzeliwał ją z bardzo małej odległości. Na szczęście dla konfederatów, udało im się wybuchem granatu przy pancernej wieżyczce dowodzenia „Monitora”, wyposażonej w szczeliny obserwacyjne, spowodować czasowe oślepienie jego dowódcy, wobec czego „Monitor”, pozbawiony dowodzenia, odszedł od przeciwnika na wschód. Po kilku próbach, „Virginia” zdołała zejść z mielizny, lecz z uwagi na uszkodzenia powróciła do portu, odstępując od okrętów Unii.

## Po bitwie
Bitwa, aczkolwiek przyniosła taktyczne zwycięstwo konfederatów, nie zakończyła się ich sukcesem strategicznym, który polegałby na trwałym odblokowaniu zatoki Hampton Roads i jej zablokowaniu z kolei przez konfederatów. Przewaga „Virginii” nad nieopancerzonymi okrętami przeciwnika została po zaledwie jednym dniu zniwelowana pojawieniem się na wodach zatoki „Monitora”.

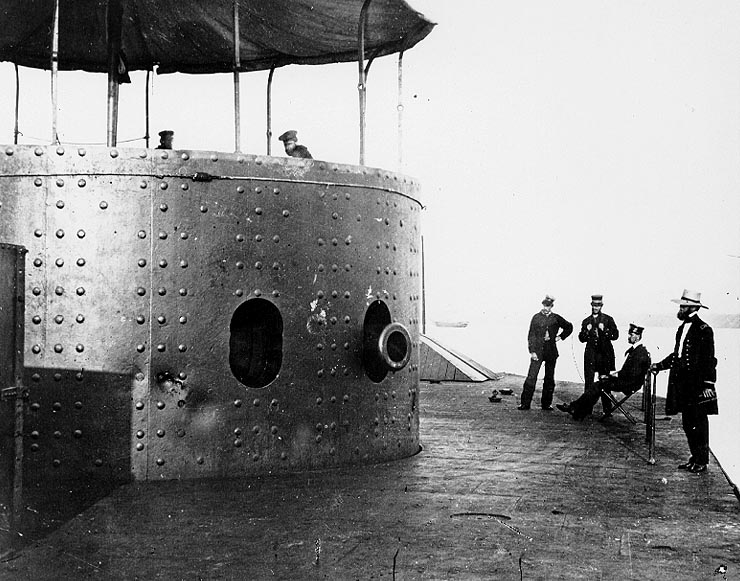
Wgniecenia pancerza na wieży USS „Monitor” po bitwie

Przez następne dwa miesiące nie doszło do walki obu okrętów pancernych, lecz obecność „Virginii” w Norfolku i na rzece James wciąż stwarzała potencjalne zagrożenie. 11 kwietnia okręty południowców wyszły na zatokę, lecz nie doszło do starcia. CSS „Jamestown” zdobył natomiast trzy handlowe szkunery Unii. Z kolei 8 maja flota Unii ostrzeliwała baterie nadbrzeżne południowców, lecz „Virginia” nie dała się sprowokować do wyjścia.
10 maja oddziały Unii zdobyły Norfolk i CSS „Virginia”, nie mogąc być wyewakuowana w górę rzeki James z powodu zbyt dużego zanurzenia, została wysadzona w powietrze. USS „Monitor” zatonął w sztormie 31 grudnia 1862.
Bitwa ta była pierwszym starciem okrętów pancernych (jeszcze nie pancerników) i udowodniła bezsprzeczną ich przewagę nad jednostkami nieopancerzonymi. Zarazem, pokazała, że ówczesne działa nie są jeszcze w stanie skutecznie zwalczać okrętów pancernych. Żaden z pocisków nie przebił pancerza „Monitora”. Pociski cięższych dział „Monitora” uszkodziły wprawdzie nieco pancerz „Virginii”, lecz nie przeniknęły do wnętrza jej drewnianej kazamaty. Bitwa ta wskazała większości flot świata nowe kierunki rozwoju. Oprócz pancerza, wprowadzono w budownictwie okrętowym − wzorem „Monitora” − obrotowe wieże artyleryjskie. Posiadanie wieży pozwoliło znacznie mniejszemu „Monitorowi”, posiadającemu jedynie dwa działa, walczyć na równi z 10-działową „Virginią”, której tylko kilka dział mogło strzelać w jednym kierunku. Ponadto, floty świata, a w pierwszym rzędzie flota amerykańska, zaczęły budować dalsze jednostki pancerne o niskich burtach wzorowane na projekcie Ericssona, zwane odtąd monitorami. Starcie „Monitora” i „Virginii” wywołało wśród inżynierów dyskusję na temat koncepcji budowy okrętów pancernych. Jedni optowali za jednostkami wieżowymi jak „Monitor”, inni za kazamatowymi, jak „Virginia”. Praktyka wykazała jednak wyższość pancerników wieżowych i w tym właśnie kierunku potoczył się dalszy rozwój flot wojennych. Największą zaletą umieszczenia dział w obrotowych wieżach była możliwość ostrzału na obie burty.

## Echa bitwy w Wielkiej Brytanii
W Wielkiej Brytanii bitwa ta wywołała falę krytyki prasy wytykającej Admiralicji rzekome zacofanie Royal Navy w budowie nowoczesnych okrętów wojennych.
USS Monitor był – w mniemaniu Cowpera Colesa – policzkiem dla niego samego jako „wynalazcy” wieży, tym bardziej, że koncepcja „schowanego” w wodzie kadłuba była bardzo bliska projektom jednostek, jakimi Coles zasypywał Royal Navy. Dał upust swemu rozgoryczeniu oskarżając Admiralicję o zawistne utrącanie jego projektów i spowalnianie prac nad pancernikiem wieżowym. Efektem tego miało być jakoby zagrożenie obronności kraju i wyprzedzenie go w dziedzinie zbrojeń morskich przez Stany Zjednoczone (w tym czasie być wyprzedzonym przez Stany Zjednoczone było niemal obrazą).